# Ekscentryzm
Ekscentryzm – postawa nacechowana innością, wymyślnością zachowań, poglądów, gestów, ubioru. Jest tożsama z brakiem akceptacji względem norm społecznych. 
Jednym z bardziej znanych ekscentryków wśród artystów był Salvador Dalí.